# Чикомусело
Чикомусело (исп. Chicomuselo) — посёлок в Мексике, штат Чьяпас, входит в состав одноимённого муниципалитета и является его административным центром. Численность населения, по данным переписи 2020 года, составила 7083 человека.

## Общие сведения
Название Chicomuselo с языка науатль можно перевести как место семи ягуаров.
Поселение было основано в доиспанский период народом науа.
В 1908 году начато строительство здания администрации, а в 1909 году строится дорога до Белья-Висты, проводятся работы по перепроектированию деревни, и она получает статус посёлка.
В 1910 году была построена государственная школа.

## Демография
| Год  | Численность | Численность |
| ---- | ----------- | ----------- |
| 1990 | 3238        | [ 5 ]       |
| 2000 | 4572        | [ 5 ]       |
| 2005 | 5027        | [ 6 ]       |
| 2010 | 5938        | [ 7 ]       |
| 2020 | 7083        | [ 8 ]       |